# Адам Голдстейн
Адам Майкъл Голдстейн (на английски: Adam Michael Goldstein) е известен повече като DJ AM. Популярен е по целия свят и има участия почти всяка вечер. Работил е с много световно утвърдени имена като Папа Роуч, Мадона, Уил Смит и др. Също така е на много частни партита на звезди като Джим Кери, Джесика Симпсън, Дженифър Лопес, Бен Стилър, Леонардо ди Каприо, Аштън Къчър, Деми Мур, Кейт Хъдсън и много други.
DJ AM се появява по телевизията в шоу програмата на Аштън Къчър – „Прецакването“, излъчвано в България по GTV. Тогава неговата бивша годеница Никол Ричи е главната героя в поредния епизод на широко коментираното шоу за известни личности, които стават жертви на техни приятели. Освен с Ричи, медиите свързват диджея и с други популярни личности като канадския супермодел Джесика Стам и певицата и актриса Менди Мор.